# Alexandre Geniez
Alexandre Geniez (* 16. April 1988 in Rodez) ist ein französischer Radrennfahrer.

## Werdegang
Alexandre Geniez war 2009 bei zwei U23-Etappenrennen erfolgreich: Er gewann die Gesamtwertung der Ronde de l’Isard und eine Etappe des Giro della Valle d’Aosta. Anschließend erhielt er einen Vertrag beim damaligen Professional Continental Team ab dem Jahr 2010 und blieb dort bis zum Jahr 2012. 2010 gewann er eine Etappe der Österreich-Rundfahrt und damit sein erstes internationales Eliterennen.
2013 wechselte er zum französischen UCI ProTeam FDJ.fr. Für diese Mannschaft gewann er bei der Vuelta a España 2013 eine Bergankunft als Solist. Dasselbe gelang ihm bei der Vuelta a España 2016. Beim Giro d’Italia 2015 wurde er Neunter der Gesamtwertung.
Bei der Vuelta a España 2017 wurde Geniez zusammen mit seinem Teamkollegen Nico Denz von seiner neuen Mannschaft Ag2r La Mondiale aus dem Rennen genommen, nachdem sich beide auf der 15. Etappe am Schlussanstieg an einem Begleitwagen festhielten.
Ein dritter Etappensieg bei der Spanienrundfahrt gelang ihm auf der zwölften Etappe der Vuelta a España 2018 durch den Sprintsieg einer fünfköpfigen Ausreißergruppe.
Nachdem Geniez 2019 und 2020 nicht mehr an seine Erfolge anknüpfen konnte, wechselte er zur Saison 2021 zum UCI ProTeam Total Direct Énergie. Im November 2021 gab er bekannt, dass er nach dem Ende der Saison 2022 seine aktive Karriere beenden wird.
Im März 2022 wurde Geniez von einem Gericht in Rodez zu einer viermonatigen Freiheitsstrafe auf Bewährung wegen häuslicher Gewalt gegen seine Ex-Gattin verurteilt. Die UCI Ethics Commission kündigte an, sportrechtliche Konsequenzen zu prüfen.

## Erfolge
2009
- Gesamtwertung Ronde de l’Isard
- eine Etappe Giro della Valle d’Aosta

2011
- Nachwuchswertung Luxemburg-Rundfahrt
- eine Etappe Österreich-Rundfahrt

2013
- eine Etappe Vuelta a España

2015
- Tro Bro Leon
- Gesamtwertung und eine Etappe Tour de l’Ain

2016
- Mannschaftszeitfahren Mittelmeer-Rundfahrt
- eine Etappe Tour de l’Ain
- eine Etappe Vuelta a España

2017
- eine Etappe und Kombinationswertung Tour La Provence
- eine Etappe und Punktewertung Tour de l’Ain
- Tre Valli Varesine

2018
- Grand Prix d’Ouverture La Marseillaise
- Gesamtwertung und Prolog Tour La Provence
- eine Etappe Vuelta a España

2019
- eine Etappe Tour de l’Ain

2022
- zwei Etappen Tour du Rwanda

## Grand-Tour-Platzierungen
| Grand Tour            | 2011 | 2012 | 2013 | 2014 | 2015 | 2016 | 2017 | 2018 | 2019 | 2020 | 2021 |
| --------------------- | ---- | ---- | ---- | ---- | ---- | ---- | ---- | ---- | ---- | ---- | ---- |
| Giro d’ItaliaGiro     | –    | –    | –    | 13   | 9    | DNF  | DNF  | 11   | –    | –    | –    |
| Tour de FranceTour    | –    | –    | 44   | –    | 112  | –    | –    | –    | –    | –    | –    |
| Vuelta a EspañaVuelta | 158  | 90   | 47   | –    | –    | 108  | DNF  | 90   | –    | DNF  | –    |